# Franz Stolz
Franz Valentin Stolz (* 14. Februar 2001 in Bruck an der Mur) ist ein österreichischer Fußballtorwart.

## Karriere

### Verein
Stolz begann seine Karriere beim SV Oberaich. Zur Saison 2012/13 wechselte er zum SC Bruck/Mur. 2013 wechselte er in die Jugend des Grazer AK. Zur Saison 2015/16 kam er in die Akademie der Kapfenberger SV. Im September 2016 stand er gegen den FC Zeltweg erstmals im Kader der Amateure der KSV. Im April 2017 kam er erstmals für die Viertmannschaft von Kapfenberg, ASC Rapid Kapfenberg II, zum Einsatz.
Im September 2017 kam er zu seinem ersten Einsatz für die Amateure in der Landesliga, als er am zehnten Spieltag der Saison 2017/18 gegen den ASK Voitsberg in der 14. Minute für Mario Zocher eingewechselt wurde. Mit Kapfenberg II stieg er zu Saisonende aus der Landesliga ab. Zur Saison 2018/19 rückte er in den Kader der Profis von Kapfenberg. Im August 2018 stand er gegen den Floridsdorfer AC erstmals im Spieltagskader.
Sein Debüt in der 2. Liga gab er im Juni 2019, als er am 30. Spieltag jener Saison gegen den SKU Amstetten in der Startelf stand. Für die Kapfenberger kam er insgesamt zu 32 Zweitligaeinsätzen. Zur Saison 2021/22 wechselte Stolz innerhalb der 2. Liga zum SKN St. Pölten, bei dem er einen bis Juni 2024 laufenden Vertrag erhielt. In seiner ersten Spielzeit war er Ersatz für Lino Kasten und kam zu insgesamt acht Einsätzen. Nach Kastens Abgang wurde er Stammtorwart und absolvierte in der Saison 2022/23 29 Partien. In der Saison 2023/24 kam er bis zur Winterpause zu zwölf Einsätzen.
Im Jänner 2024 wechselte Stolz nach Italien zum Erstligisten CFC Genua. In Genua kam er aber nicht zum Einsatz. Im Jänner 2025 wurde er daraufhin nach Rumänien an Rapid Bukarest verliehen.

### Nationalmannschaft
Stolz debütierte im September 2018 gegen Norwegen für die österreichische U-18-Auswahl. Im März 2021 gab er gegen Saudi-Arabien sein Debüt für die U-21-Auswahl.